# Langues iwam-wogamus
Les langues iwam-wogamus sont une famille de langues papoues parlées en Papouasie-Nouvelle-Guinée, dans le nord-ouest du pays. 

## Classification
Hammarström, Haspelmath, Forkel et Bank incluent les langues iwam-wogamus dans l'ensemble formé par la famille des langues sepik. Cette petite famille regroupe les langues iwamiques et wogamusin-chenapian (Foley 2015).

## Liste des langues
Les quatre langues iwam-wogamus sont :
- groupe des langues iwamiques
  - iwam
  - iwam du Sepik
- groupe des langues wogamusin-chenapian 
  - chenapian
  - wogamusin